# Daihinibaenetes giganteus
Daihinibaenetes giganteus är en insektsart som beskrevs av Tinkham 1962. Daihinibaenetes giganteus ingår i släktet Daihinibaenetes och familjen grottvårtbitare. Inga underarter finns listade i Catalogue of Life.